# Mentoehotep III
Mentoehotep III was een farao van de 11e dynastie. De koning was ook bekend onder de namen: Mentoehotep Sanckare, Mentoehotep Sneferkare. Zijn naam betekent: "Montoe is tevreden".

## Biografie
Toen Mentoehotep III S'ankhtawyef (hij die nieuw leven in beide landen blaast) zijn vader Mentoehotep II opvolgde was hij al aardig op leeftijd. Hij erfde van zijn vader een goed georganiseerd en verenigd land. Hij bouwde voort op het werk van zijn vader door een reeks versterkingen aan te leggen in het noordoosten van de Nijldelta om zo het land tegen invallen van de Aziatische buren te verdedigen. Ook restaureerde de koning vele tempels van zijn voorgangers die of versleten waren of verwoest.
Deze verdedigingswerken zouden het hele Middenrijk in gebruik blijven. Later zouden Chety III en Mentoehotep III in el-Khatana in de Nijldelta voor hun goede werk in een cultus vereerd worden. Mentoehotep zond een expeditie naar Poent en hij liet twaalf nieuwe bronnen graven langs de weg die Koptos aan de Nijl en Wadi Gassus aan de Rode Zee verbond. Zijn regering van 12 jaar (ca. 1995-1983 v.Chr.) werd gekenmerkt door toenemende welvaart. Hij werd opgevolgd door Mentoehotep IV Nebtawyre.
Zijn begraafplaats is in Deir el-Bahari waar hij ook een tempel bouwde voor Mentoe-Re. Zijn graf was gemodelleerd naar zijn vaders tombe maar zijn werk werd nimmer voltooid.

## Bouwwerken
- Graf in Deir el-Bahari
- Tempel voor Mentoe-Re
- Restaureren van tempels